# Перес Сото, Карлос
Карлос Перес Сото (исп. Carlos Pérez Soto; родился 6 октября 1954 года) — чилийский физик и философ, исследователь в области социальных наук и преподаватель различных университетов. Автор работ по широкому кругу тем: философия науки и эпистемология, политическая философия и марксизм, история танца, антипсихиатрия.
В 2017 году был активистом либертарно-социалистической организации Автономистское движение и левой коалиции Широкий фронт. Он покинул первую в середине 2018 года, перед её слиянием с Социальной конвергенцией в ноябре того же года.

## Биография
В 1972 году он поступил на педагогический факультет Чилийского университета, где изучал педагогику физики. В 1979 году он получил степень преподавателя физики, которая остаётся его единственной официальной академической степенью. Он начал учёбу в период расцвета политической активности студенческого движения во время президентства Сальвадора Альенде, но после переворота 1973 года большую часть своей студенческой жизни провёл в годы чилийской военной диктатуры.
С 1975 по 1999 год он работал учителем физики в средних школах и колледжах Сантьяго.

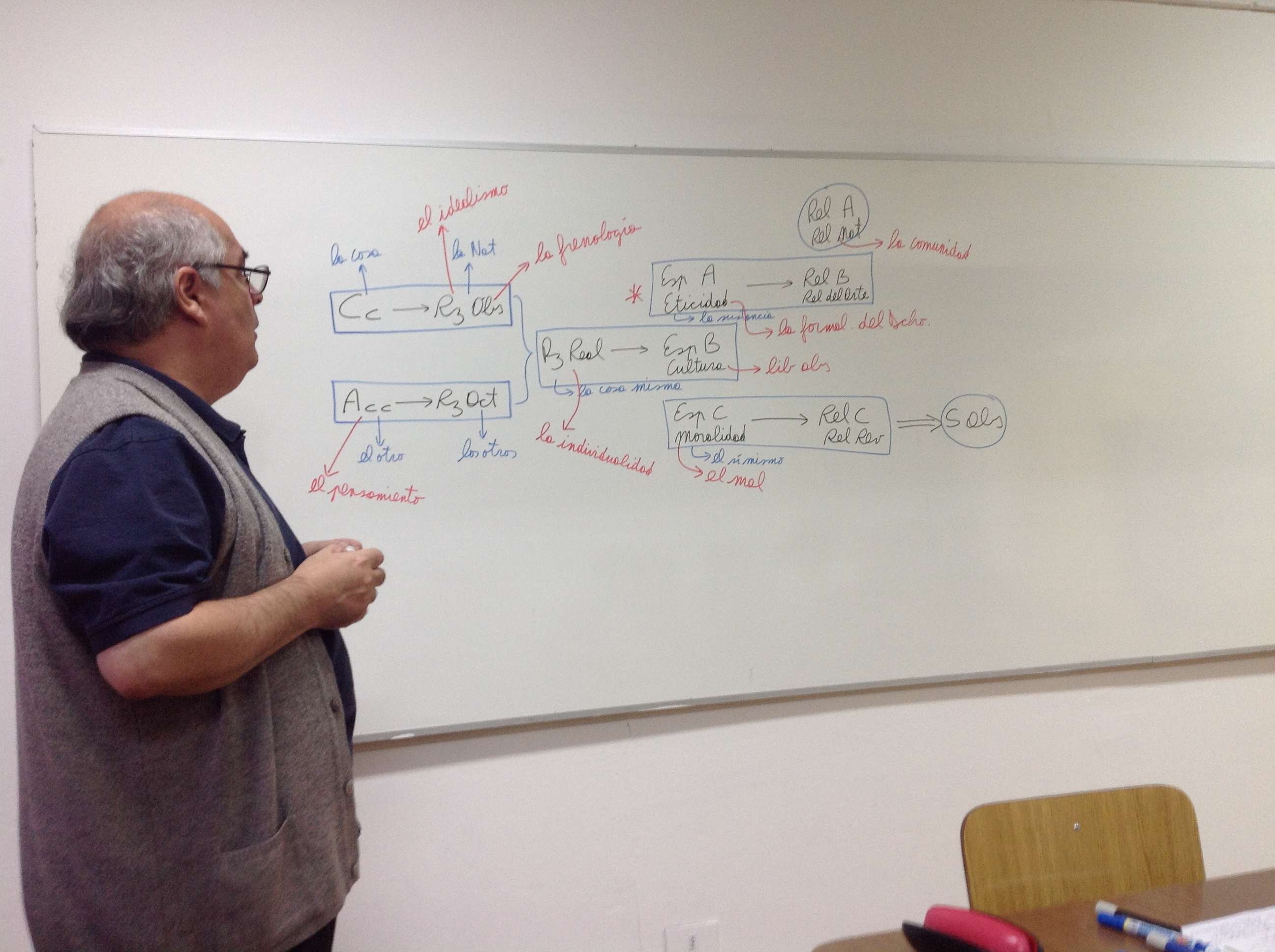
Карлос Перес Сото читает курс по «Феноменологии духа» Гегеля

В 1984 году он начал преподавать в высших учебных заведениях, в том числе в Институте искусств и социальных наук (с 1991 года известного как ARCIS), объединившем интеллектуалов, выступавших против диктатуры Пиночета. Он продолжил свою карьеру в качестве университетского преподавателя эпистемологии и философии науки на факультетах психологии сначала Университета Диего Порталеса, а затем Чилийского университета. С конца 1980-х годов он приобрёл широкую известность среди студентов и учёных благодаря своему критическому подходу, марксистскому анализу и конкретным политическим предложениям. На него посыпались приглашения читать лекции и участвовать в конференциях во многих университетах страны, так что последующие годы были отмечены интенсивной преподавательской деятельностью.
За последнее десятилетие он вёл регулярные курсы и факультативные семинары в Чилийском университете (юридический факультет), Католическом университете Вальпараисо (факультет психологии), Национальном университете Андреса Бельо (факультет социологии), Университете Сантьяго (факультет философии), Университете Академии христианского гуманизма (школа танцев) и Университете Финис Терра (театральная школа).
С конца 1990-х годов он также проводил семинары и конференции за пределами Чили — в Автономном университете Барселоны по Гегелю (1997) и марксизму (1999), в Университете дель Валле в Кали по эпистемологии и диалектике (1998).

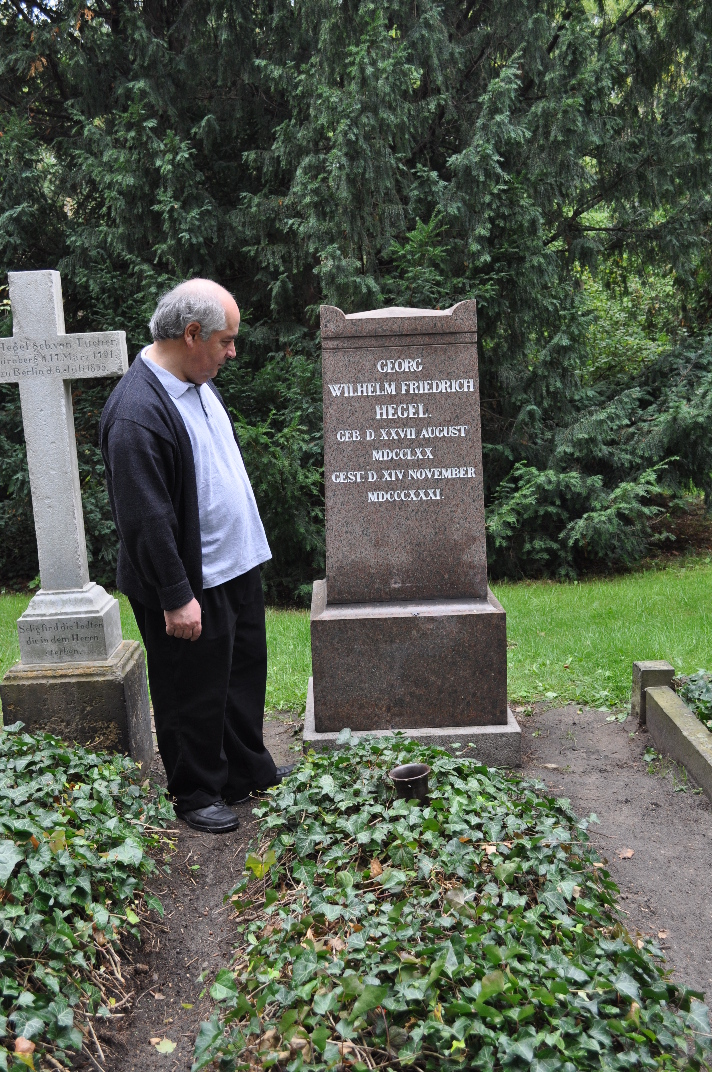
Перес Сото у могилы Гегеля в Берлине

В Университете ARCIS, где он сосредоточил свою основную академическую деятельность, помимо работы в качестве старшего научного сотрудника в Центре социальных исследований и координатора академической информатики, он преподавал регулярные курсы в Школе психологии (психологические теории и системы) и Школе социологии (эпистемология; классики социальной мысли — Маркс, наука, технологии и общество), философии (философия науки), политологии (теория власти и государства) и педагогики танца (история танца).
Будучи интеллектуалом-марксистом, он часто давал интервью левой прессе, главным образом потому, что вносил существенный теоретический вклад в политические дискуссии. Он активно участвовал в студенческом движении 2011—2012 годов, предоставляя анализ и предложения по изменению чилийской образовательной модели.
Его классовый анализ неолиберального общества привлёк интерес международных организаций, приглашавших его читать лекции по этой теме.
Будучи исследователем Гегеля и восприятия того и Маркса Франкфуртской школой, в частности Гербертом Маркузе, Карлос Перес регулярно выступает на международных симпозиумах. С 2009 года, в дополнение к обширной образовательной деятельности на постоянных и факультативных курсах в университетах, он проводит ряд бесплатных семинаров дважды в год по таким темам, как «Феноменология духа» Гегеля, «Марксизм и психоанализ», «Критическая теория права», «История марксизма», «Карл Саган: Введение в современную натурфилософию».
С того же года он также преподаёт эпистемологию в нескольких аспирантских программах (магистратура и докторантура) университета Андреса Бельо и университета ARCIS. На своих занятиях и семинарах он предлагает критическое осмысление методологических аспектов социальных наук. Обычно он представляет себя в качестве преподавателя физики, что, как он сам заявляет, является «провокацией против академического истеблишмента». Однако национальная пресса предпочитает называть его «великим эпистемологом».
С 2013 года он решил публиковать свои книги по лицензии Creative Commons CC BY-NC-ND (которая позволяет копировать и распространять тексты свободно и бесплатно при условии указания источника; произведения не могут быть изменены или использованы в коммерческих целях).

## Теоретический вклад и основные идеи
В эпистемологии он разработал исторический и диалектический анализ понятия науки, а именно:
- Развитие идеи о том, что научный метод следует рассматривать как логику, придающую легитимность научному сообществу;
- предложение рационально реконструировать историю философии науки, чтобы сделать возможным критику притязаний на истину, которые подразумеваются в научном методе;
- разработка исторической концепции науки на основе марксистской критики эпистемологического анархизма Пола Фейерабенда;
- формулирование критики преобладающей субъективности среднего класса, вытекающей из исторической и социальной концепции современной психологии.

С политической точки зрения Карлос Перес основывает свой теоретический подход и практические предложения на «гегельянском марксизме», который, как он отмечает, может стать философской основой для возникновения нового типа марксизма. В этом отношении следует отметить следующий его вклад:
- Идея о том, что бюрократию следует считать социальным классом в марксистском смысле этого слова;
- марксистская критика правящего режима в социалистических странах, основанная на представлении о бюрократии как социальном классе;
- анализ процесса объективной бюрократизации, произошедшей в условиях развитого капитализма;
- предложение по реконструкции марксистской теории на основе материалистического прочтения философии Гегеля.

Его предложения по новой антипсихиатрии также представляют собой политическую программу. Они сосредоточены на критике психиатрической практики, на необходимости демедикализации и деприватизации симптомов, чтобы решение проблем вернулось в настоящую область их причин — общественную. Среди прочих отличий от антипсихиатрических постулатов XX века (Лэйнг, Купер или Базалья) «новая» антипсихиатрия, продвигаемая Пересом Сото, также претендует на преодоление патерналистского представления о психиатрических больницах как о «домах-убежищах». Помимо обобщения и иллюстрации исторической взаимосвязи между различными этапами критической психиатрии и антипсихиатрии, Карлос Перес также останавливается на двух аспектах:
- Критика процессов медикализации поведенческих расстройств;
- предложение о различиях при критике медикализации и коммерциализации современной медицины.

## Работы

### Книги
- Sobre la condiciónsocial de la psicologia (О социальном состоянии психологии). 1-е издание, ARCIS — LOM, Santiago, 1996, 2-е расширенное издание LOM, Santiago, 2009, ISBN 978-956-00-0108-5
- Epistemología de la ciencia (Эпистемология науки). Опубликовано Институтом образования и педагогики (Instituto de Educación y Pedagogía, Universidad del Valle, Santiago de Cali, Colombia), 1998
- Sobre un Concepto Histórico de Ciencia (Об исторической концепции науки). 1-е издание, ARCIS — LOM, Santiago, 1998, 2-е исправленное издание, LOM, Santiago, 2008 г.,ISBN 956282991X, 978-956-282-991-5
- Comunistas otra vez, para una crítica del poder burocrático (Снова стать коммунистами, к критике бюрократической власти). 1-е издание, ARCIS — LOM, Santiago, 2001, 2-е исправленное издание, LOM, Santiago, 2008, ISBN 978-956-282-988-5
- Sobre Hegel (О Гегеле). 1-е издание, Editorial Palinodia, Santiago, 2006, 2-е исправленное издание, LOM, Santiago, 2010, ISBN 956843805X, 978-956-843-805-0
- Proposición de un marxismo hegeliano (Предложение гегелевского марксизма). 1-е издание, Editorial Universidad ARCIS, Santiago, 2008. 2-е переработанное и дополненное издание, опубликовано в Интернете по лицензии Creative Commons, 2013.
- Proposiciones en torno a la historia de la danza (Предложения по истории танца). Редакция LOM, Santiago, 2008, ISBN 9560000071
- Desde Hegel, para una crítica радикальная де las ciencias Sociales (От Гегеля к радикальной критике социальных наук). Editorial Itaca, Mexico City, Mexico, 2008, ISBN 9689325116
- Una nueva antipsiquiatria (Новая антипсихиатрия). Редакция LOM, Santiago, 2012, ISBN 978-956-00-0361-4
- Comentar obras de danza (Обсуждение танцевальных произведений). Опубликовано в Интернете по лицензии Creative Commons, 2013.
- Marxismo y movimiento Popular (Марксизм и народное движение). Опубликовано в Интернете по лицензии Creative Commons, 2013.

### Избранные статьи
- En defensa de un marxismo hegeliano (В защиту гегельянского марксизма), в чилийском издании Actuelle Marx, ARCIS, 2003 г. (Документ, представленный Конгрессу Kommunismus в Университете Гете во Франкфурте, Германия, в ноябре 2003)
- La danza como forma artística (Танец как форма искусства), Revista Aisthesis Nº 43, Instituto de Estética, Universidad Católica de Chile, 2008.
- Derecho a la violencia y violencia del derecho (Право на насилие и насилие права), Revista Derecho y Humanidades N° 20, Facultad de Derecho, Universidad de Chile, 2012. Publicado in Brasil en la revista Arma da Critica, № 4, 2012.
- Vaguedad en el Realismo jurídico (Неопределенность юридического реализма), Revista Derecho y Humanidades N° 19, Facultad de Derecho, Universidad de Chile, 2012